# FLO (réseau)
FLO (anciennement AddÉnergie Technologies Inc.) est un opérateur de réseaux de bornes de recharge pour véhicules électriques et un fournisseur de solutions de recharge intelligentes. FLO a été créée en 2009 et opère maintenant au Canada et aux États-Unis.

## Histoire
En mars 2023, le gouvernement du Québec annonce l'octroi d'une subvention de six millions de dollars à FLO pour l'appuyer dans le développement d'une nouvelle génération de borne rapide à courant continu (BRCC).
En avril 2023, FLO reçoit un prêt de 220 millions de dollars de la Banque de l’infrastructure du Canada (BIC) pour le déploiement de 2000 bornes de recharge rapide à travers le Canada.